# Sinérese
Em linguística, sinérese (em grego, συναίρεσις, synaíresis, "contração") é como se denomina a contração de duas vogais em um ditongo (ou uma vogal longa). Se a sinérese é usada contra a convenção, pode servir como uma figura de linguagem (um metaplasmo). Para fácil entendimento, sinérese é pronunciar um hiato como se ele fosse um ditongo. O fenômeno inverso é chamado de diérese.
Em linguística histórica, essas contrações ocorrem depois da perda regular de uma consoante que separava as duas vogais.

## Exemplo
| Hiato          | Sinérese      |
| -------------- | ------------- |
| Pi-a-no        | pia-no        |
| Pi-a-da        | pia-da        |
| Ca-ir          | Caí-r         |
| Ci-ú-me        | Ciú-me        |
| Com-pre-en-der | Com-preen-der |
| Pes-so-a       | Pes-soa       |
| Hi-a-to        | Hia-to        |
|                |               |